# Шелла

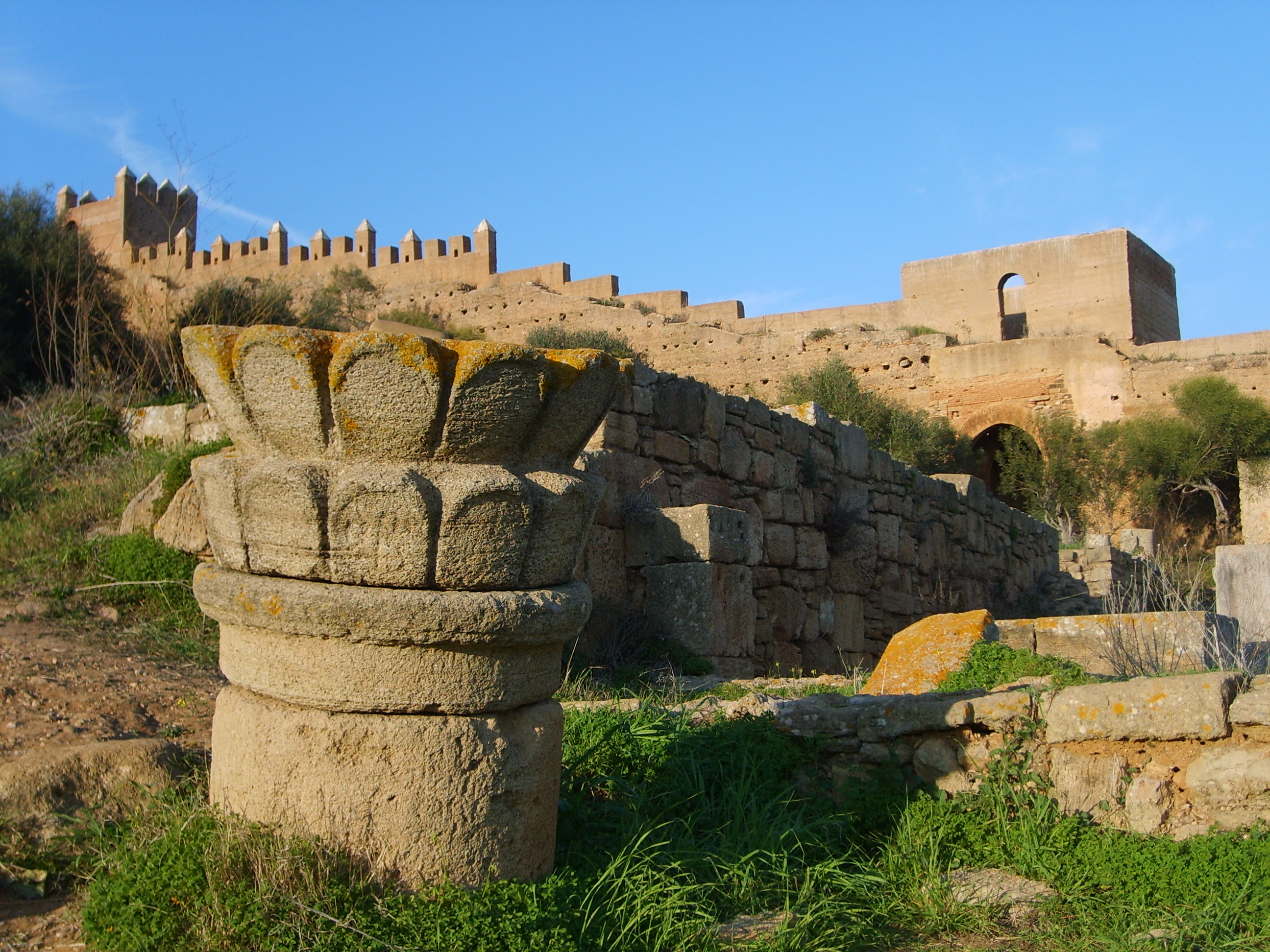
Всередині Шелли

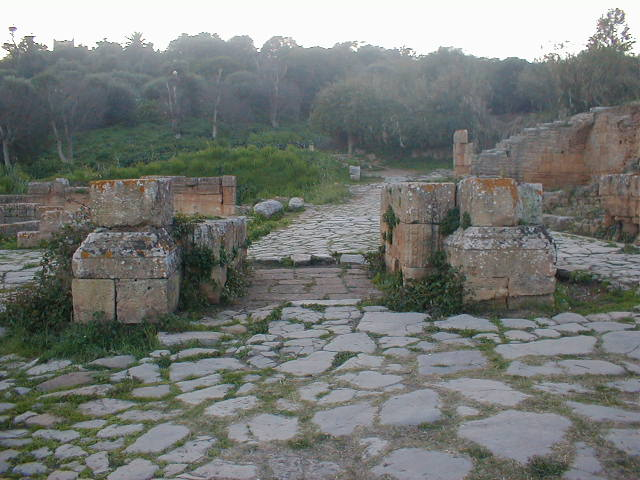
Римська вулиця в Шеллі

34°00′24″ пн. ш. 6°49′13″ зх. д. / 34.00666667° пн. ш. 6.82027778° зх. д.
Шелла (араб. شالة) або Sala Colonia — некрополь і комплекс стародавніх та середньовічних руїн, що знаходиться в Рабаті, Марокко. Шелла є найдавнішим людським поселенням в дельті річки Бу-Регрег
Береги Бу-Регрега, ймовірно, були заселені фінікійцями та карфагенянами, які заснували кілька колоній в Марокко.
Шелла також являє собою руїни давньоримського міста, відомого, як Sala Colonia, яку згадується під назвою «Sala» у Птолемея. До нашого часу збереглися зруйновані давньоримські архітектурні елементи, включаючи Decumanus Maximus, а також форум та триумфальна арка.
Поселення було покинуте в 1154 р. н. е. на користь сусідьного Салє. Династія Альмохадів використовувала місто-привид як некрополь. В середині 14-го століття, під час правління Меринідського султана Абу Ель-Гассан Алі Ібн-Осман, було побудувано кілька монументів та головну браму (датується 1339). Будівлі, зведені під час Меринідів, також включали мечеть, завію, та королівську усипальницю, включачи поховання Абу Ель-Гассан Алі Ібн-Осман.
Велика кількість будівель Шелли була пошкоджена в 1755 під час Лісабонського землетрусу. В наш час Шелла перетворена на туристичну пам'ятку.